# Черковна (област Силистра)
Вижте пояснителната страница за други значения на Черковна.
Черковна е село в Североизточна България. То се намира в община Дулово, област Силистра.